# Motion blur
Motion blur er i computergrafikkens verden en metode til at lave en replika af hurtigt bevægende objekter.
Filmkameraer bruger dette trick til at få film til at virke mere flydende, ved at det ser ud som om, at en masse billeder er på det samme billede. Denne effekt er først kommet til brug i meget nye computerspil, men uden motion blur kan computerspil virke hakkende og langsomme selv med en billedehastighed på 30-40 frames per second.